# Jean de Laplante
Pour les articles homonymes, voir Laplante.
Jean de Laplante (Montréal, 29 septembre 1919 - 7 janvier 2004) est un écrivain, essayiste et journaliste québécois, qui travaillait aussi au service des Parcs de la ville de Montréal, engagé par Claude Robillard comme sociologue-recherchiste.

## Biographie
Après des études universitaires en sciences sociales à l'Université Laval et en mathématiques et statistiques à l'Université de Montréal, Jean de Laplante est fonctionnaire à la Ville de Montréal, et se spécialise principalement dans l'étude, le développement et l'amélioration des parcs, des espaces publics et des terrains de jeux. Parallèlement, il enseigne à l'Université de Montréal (en 1957) et rédige des articles pour plusieurs journaux : La Patrie, Le Canada, Le Dimanche Matin (fondé par Jacques Francœur), Le Montréal-Matin et Le Jour. Jean de Laplante devint membre de Union des écrivaines et des écrivains québécois (l'UNEQ, fondée en 1977).
Il épouse le 29 décembre 1941 Fernande Lachance (morte le 7 février 1999). Ils donnent naissance à Michèle de Laplante (1944-2010), poète et éditrice (de Berthierville), connue de la région lanaudoise, et à Jacques de Laplante, journaliste éditeur-propriétaire du Journal des Berges (bimensuel desservant Saint-Sulpice, Lavaltrie, Berthierville, Lanoraie et les Îles de Berthier).